# ГЕС Тавера-Бао (Sabana Iglesia)
ГЕС Тавера-Бао (Sabana Iglesia) — гідроелектростанція в центральній частині Домініканської Республіки. Знаходячись перед ГЕС Ангостура (18 МВт), становить верхній ступінь у каскаді на річці Яке-дель-Норте, яка бере початок на північному схилі Кордильєри-Сентраль і тече в північно-західному напрямку до впадіння в затоку Bahia de Montecristi за кілька десятків кілометрів від кордону з Гаїті.
У 1973 році на Яке-дель-Норте завершили греблю Тавера, виконану як земляна споруда висотою 80 метрів та довжиною 320 метрів, котра потребувала 1,7 млн м3 матеріалу. Для відведення води на час будівництва проклали тунель довжиною 0,3 км та діаметром 10,5 метра. Споруда утримує водосховище з площею поверхні 6,2 км2 та об'ємом 173 млн м3 («мертвий» об'єм лише 7,6 млн м3), в якому припустиме коливання рівня поверхні між позначками 295 та 327,5 метра НРМ.
У 1984-му можливості гідрокомплексу підсилили за рахунок спорудження греблі на річці Бао, яка впадає ліворуч до Яке-дель-Норте нижче за греблю Тавера. Ця друга споруда так само земляна, має висоту 110 метрів, довжину 425 метрів та потребувала 2,4 млн м3 матеріалу. Вона утримує водойму з площею поверхні 10 км2 та об'ємом 244 млн м3, в якому припустиме коливання рівні поверхні між позначками 311 та 327,5 метра НРМ. Сховища Бао і Тавера з'єднані за допомогою каналу довжиною 1,5 км, що дозволяє їм діяти як єдиний резервуар.
Від Тавери через лівобережний масив Яке-дель-Норте прокладено дериваційний тунель довжиною 4,7 км, котрий виводить до облаштованого на правобережжі Бао машинного залу Sabana Iglesia. В останньому встановили дві турбіни типу Френсіс потужністю по 40 МВт, які в 1992 році модернізували до рівня у 48 МВт. Це обладнання забезпечує річну виробітку електроенергії на рівні 220 млн кВт-год.
Відпрацьована вода потрапляє у нижній балансуючий резервуар Лопез з об'ємом 4,4 млн м3, створений на Бао за допомогою земляної греблі висотою 22,5 метра та довжиною 180 метрів. З цієї водойми живиться наступна станція каскаду Ангостура.
Окрім виробництва електроенергії, комплекс відіграє важливу роль у водопостачанні (водопроводи до міст Сантьяго-де-лос-Трейнта-Кабальєрос та Мока) і зрошенні (9100 гектарів, канали Ulises Francisco Espaillat та Monsieur Bogaert).
У 2007 році під час урагану Ольга у стислий термін випала третина річної норми опадів, внаслідок чого водосховище станції швидко заповнилось до критичної межі. Це змусило почати активний скид води, що підсилило повінь униз по долині. В результаті, окрім великих матеріальних збитків, загинуло кілька десятків осіб.